# Arias (apellido)

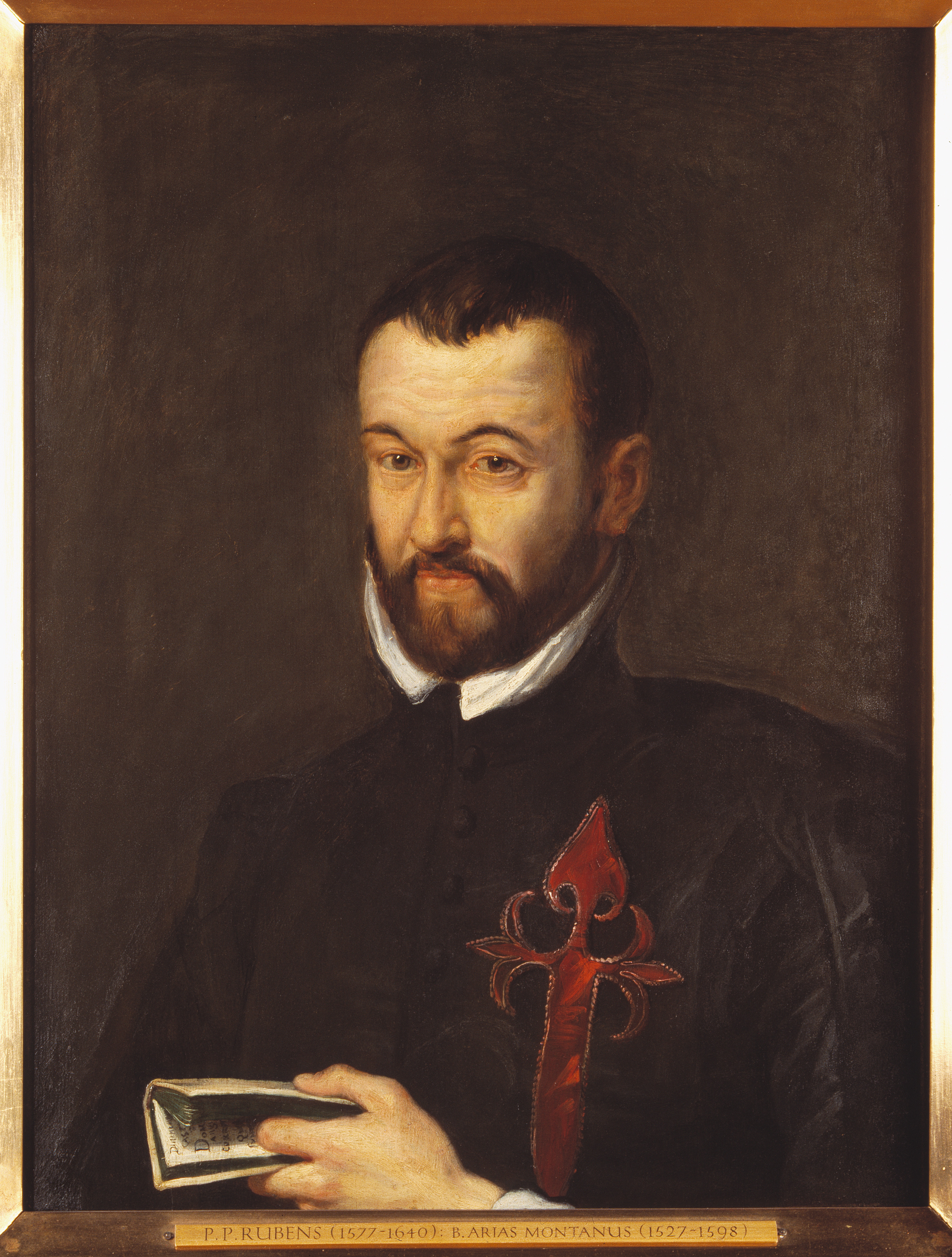
Retrato de Benito Arias Montano humanista, hebraísta, biólogo, traductor, teólogo, filólogo, poeta latino y escritor políglota español.

Arias es un apellido de origen español con raíces históricas en las regiones de Asturias, Galicia y León. A lo largo de la historia, miembros de la familia Arias se destacaron como guerreros y líderes militares durante la Reconquista, dejando una marca significativa en la historia de España. El apellido  tiene vínculos históricos con la comunidad judía sefardí Para ellos, tenía un significado especial ,"el león de Israel está en lo alto" 

## Etimología
Apellido muy frecuente y repartido por España y América, que procede de un nombre de bautismo hispano muy antiguo de bastante uso durante la Edad Media, localizado sobre todo en la zona astur-leonesa y gallega, cuya etimología es dudosa, ya que podría derivar del dios griego de la guerra Ares o poder ser una variante del nombre latino Aredius, muy popular este último por ser el nombre de un santo del siglo VI de origen limosín.

## Historia
Con carácter general, los judíos, que llegaron a la península ibérica antes que los romanos, formaron sus apellidos de la misma forma que el resto de los ciudadanos de la antigua Hispania. Lo que si conservaban eran nombres hebreos que los conversos, que abrazaron el cristianismo para no ser expulsados, cambiaron por nombres cristianos al ser bautizados.

El historiador y abogado Isaac Benabraham señala lo siguiente con respecto al origen de los linajes judíos de este apellido:
Hay pocos apellidos españoles y portugueses que tengan origen judío, algunos tan utilizados y presentes en el Bierzo como Arias, que deriva de «Urías» nombre del marido de Betsabé, mujer de la que se enamoró el rey David y al que situó en el lugar más peligroso de una batalla para provocar su muerte.